# 全日本プロレス´ 世界最強タッグ
『全日本プロレス' 世界最強タッグ』（ぜんにほんプロレスダッシュ せかいさいきょうタッグ）は、ナツメが制作しメサイヤより1993年12月28日に発売されたスーパーファミコン用プロレスゲーム。北米では架空のレスラーに差し替えて『Natsume Championship Wrestling』のタイトルで発売された。
同年7月16日に発売されたスーパーファミコン用ソフト『全日本プロレス』のマイナーチェンジ版にあたる。本作では選手の入場シーンやタッグ時のツープラトン攻撃が新たに追加された。
プロデュースおよびディレクションは前作を手掛けた石塚輝、音楽は山下絹代が担当している。
『Natsume Championship Wrestling』は欧米にてバーチャルコンソール対応ソフトとして2011年にWii、2014年にWii Uにて配信された。

## ゲーム内容

### システム
基本的には前作と同じである。
前作からの変更点
- 選手の入場シーンが追加された。
- タッグ時によるツープラトン攻撃などが追加された。
- 前作で使用できた渕正信、小川良成、菊地毅、ラッシャー木村が削除され、新たにジ・イーグル、ダグ・ファーナス、ダニー・クロファット、秋山準が使えるようになった。
- 「ヘビー級タッグ選手権」が「世界タッグ選手権」に変更された。
- 「鶴田軍 VS 超世代軍」が削除され、新たに「新春バトルロイヤル」が追加された。
- 馬場や川田にもパフォーマンスができるようになった。ただし、川田は倒れている相手限定である。

### ゲームモード
- 世界最強タッグ決定リーグ戦
- 世界タッグ選手権
- 三冠ヘビー級選手権
- チャンピオン・カーニバル
- ジャイアントシリーズ
- 新春バトルロイヤル
- 馬場のプロレス道場

## 登場レスラー
- ジャイアント馬場&ジャンボ鶴田
- 三沢光晴&小橋建太
- 田上明&川田利明
- スタン・ハンセン&ジョニー・エース
- テリー・ゴディ&スティーブ・ウィリアムス
- パトリオット&ジ・イーグル
- ダグ・ファーナス&ダニー・クロファット
- ダニー・スパイビー&秋山準

## 移植版
| No. | タイトル                                                | 発売日                        | 対応機種        | 開発元 | 発売元 | メディア                              | 型式 | 備考 | 出典  |
| --- | ------------------------------------------------------- | ----------------------------- | --------------- | ------ | ------ | ------------------------------------- | ---- | ---- | ----- |
| 1   | Natsume Championship Wrestling                          | 2011年2月18日 2011年3月21日   | Wii             | ナツメ | ナツメ | ダウンロード （バーチャルコンソール） | -    |      |       |
| 2   | Natsume Championship Wrestling                          | 2014年11月20日 2014年12月18日 | Wii U           | ナツメ | ナツメ | ダウンロード （バーチャルコンソール） | -    |      |       |
| 3   | Super Nintendo Entertainment System - Nintendo Classics | 2020年7月15日                 | Nintendo Switch | 任天堂 | 任天堂 | ダウンロード                          | -    |      | [ 2 ] |

## スタッフ
- プロモーション・プロジェクト・チーム：渋谷実夫、肥田泰治、佐藤弘明、寺田浩一郎
- アートワーク：岩本紀彦
- ゲーム・デザイン：石塚輝、井上功、なかざわしんじ
- プログラム：菱川裕、政田拡志
- グラフィック：井上功、なかざわしんじ
- サウンド・デザイン：水谷郁、S CASE（倉橋真也）
- 音楽：山下絹代
- スペシャル・サンクス：薮崎久也、進藤恭佐、のうつよし
- ディレクション、プロデュース：石塚輝

## 評価
ゲーム誌『ファミコン通信』の「クロスレビュー」では8・5・7・7の合計27点（満40点）、『ファミリーコンピュータMagazine』の読者投票による「ゲーム通信簿」での評価は以下の通り、22.9点（満30点）となっている。
| 項目 | キャラクタ | 音楽 | お買得度 | 操作性 | 熱中度 | オリジナリティ | 総合 |
| 得点 | 4.2        | 3.7  | 3.7      | 3.7    | 4.2    | 3.6            | 22.9 |